# Acritus herbertfranzi
Acritus herbertfranzi är en skalbaggsart som beskrevs av Yves Gomy 1981. Acritus herbertfranzi ingår i släktet Acritus och familjen stumpbaggar. Inga underarter finns listade i Catalogue of Life.